# Trecento

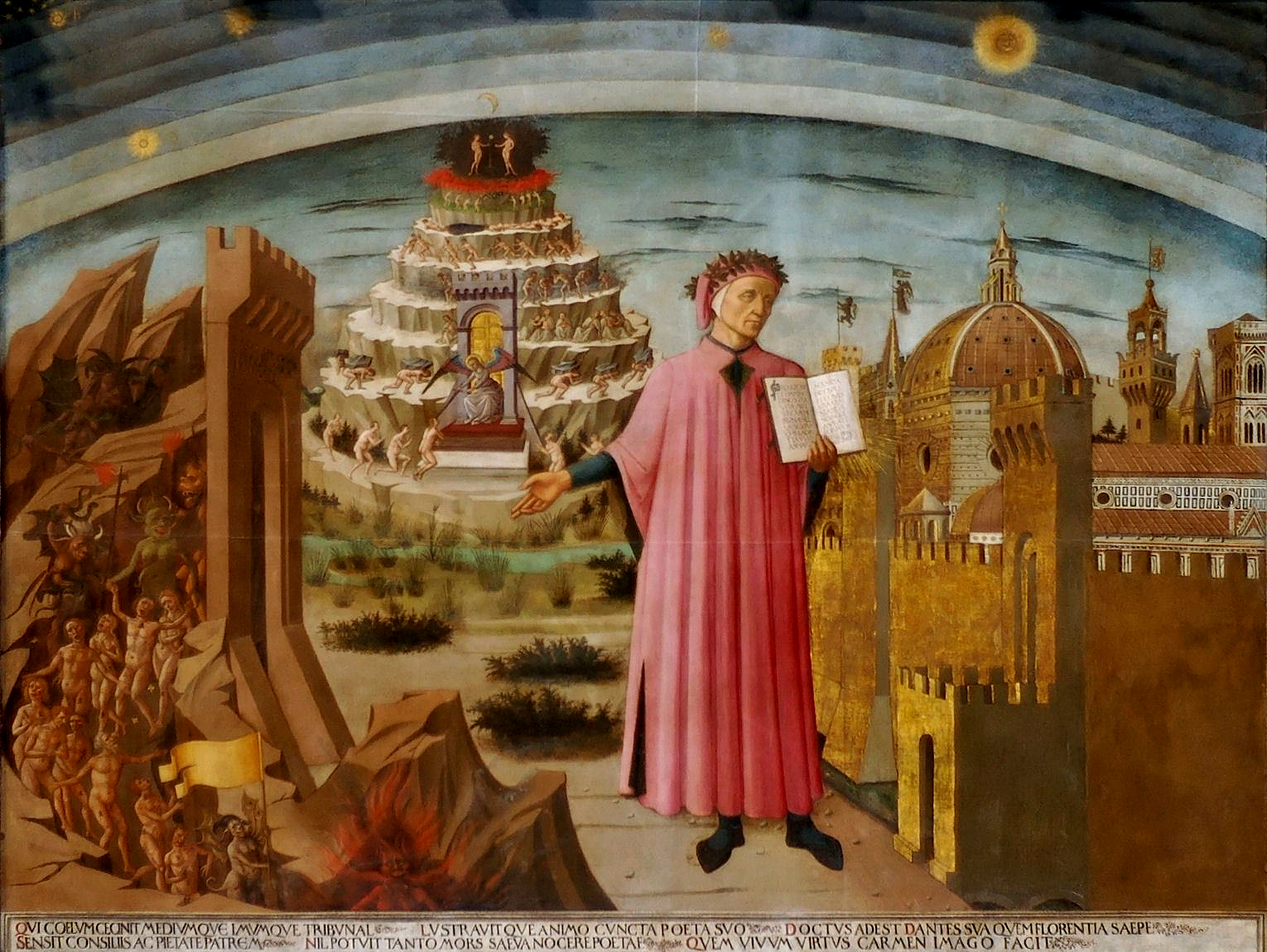
Dante die een exemplaar van zijn La Divina Commedia in zijn hand houdt. Fresco uit 1465

Het Trecento (Italiaans voor 300, of voor "mille trecento", 1300) verwijst naar de 14e eeuw in de Italiaanse culturele geschiedenis, en meer bepaald naar de periode tussen gotiek en renaissance. Daarnaast wordt het Trecento vaak beschouwd als het begin van de renaissance in de kunstgeschiedenis. 

## Schilderkunst
Schilders uit het Trecento zijn de Florentijn Giotto di Bondone, evenals schilders van de Sienese school. Deze werd de belangrijkste Italiaanse school van de eeuw, en omvat schilders als Duccio, Simone Martini, Lippo Memmi, Ambrogio Lorenzetti en zijn broer Pietro. Belangrijke beeldhouwers omvatten twee leerlingen van Giovanni Pisano: Arnolfo di Cambio en Tino di Camaino, en Bonino da Campione. Ook Vitale da Bologna mag bij het Trecento worden gerekend.

## Muziek
Voor de muziek betekende het Trecento een periode van sterke activiteit in Italië, gestimuleerd door veelvuldige contacten en uitwisseling met Franse muzikanten en componisten. De term Trecento verwijst naar de Ars nova (polyfonie) in Italië, onder invloed van Frankrijk tot stand gekomen. De nadruk kwam nu meer te liggen op wereldlijke liederen (in het bijzonder liefdeslyriek) en veel van de ons overgeleverde muziek uit die tijd is polyfoon. Vooral de invloed van de troubadours die naar Italië kwamen vanwege de vervolging van de Albigenzen in de vroege 13e eeuw, was aanzienlijk. Enkele liedvormen uit de Trecento-periode zijn: Caccia, Madrigaal en Ballata. Musici van het Trecento zijn de beroemde Francesco Landini, evenals Gherardello da Firenze, Andrea da Firenze, Giovanni da Firenze, Paolo da Firenze (Paolo Tenorista), Donato da Cascia, Niccolò da Perugia, Maestro Piero, Bartolino da Padova, Giovanni da Cascia en Vincenzo da Rimini.